# Іванов Леонід Петрович
Іванов Леонід Петрович (1921—1970) — Герой Радянського Союзу, командир ескадрильї 193-го окремого гвардійського розвідувального авіаційного полку 2-ї повітряної армії 1-го Українського фронту, гвардії капітан.

## Біографія
Народився 31 серпня 1921 року в селі Стара Таяба Челно-Вершинський району Самарської області в сім'ї службовця. Закінчив 9 класів середньої школи. У 1939—1940 рр. керував комсомолом і вчив військовій справі в селищі Іжморскій, потім працював на шахті в місті Анжеро-Судженськ (в той час — територія Томського округу Новосибірської області). Займався в аероклубі.
У 1940 році призваний до лав Червоної Армії. У 1941 році закінчив Енгельську військову авіаційну школу пілотів. Член КПРС з 1942 року. У боях Великої Вітчизняної війни з 12 червня 1942.
05.07.1942 року, повертаючись на аеродром після виконання бойового завдання, екіпаж сержанта Іванова був атакований винищувачем противника. Вступивши в оборонний повітряний, бій екіпаж літака сержанта Іванова збив винищувач. Сам потрапив під вогонь зенітної артилерії, на підбитому бомбардувальнику СБ перетягнув через лінію фронту і приземлився на своєму аеродромі. За період з 12.06.1942 року по 23.07.1942 року здійснив 21 бойовий виліт на знищення скупчення танків, мотомехчастей і живої сили противника, за що 23.07.1042 року пілот 50-го Червонопрапорного бліжнебомбардіровочного авіаційного полку сержант Іванов представлений до нагородження орденом Червоного Прапора.
У листопаді 1942 року полк перетворено в розвідувальний та переоснащений літаками Пе-2. У 1943 році командир ланки 50-го готельного розвідувального Червонопрапорного авіаційного полку 2-ї повітряної армії старший лейтенант Іванов за період з 23.07.1942 року по 31 травня виконав 106 бойових вильотів, з них на розвідку — 83. За відмінне виконання бойового завдання Командувачем Воронезького фронту подана рекомендація щодо позачергового звання — старший лейтенант, командуванням полку призначений з посади льотчика на посаду командира ланки і представлений до ордена Вітчизняної війни 1-го ступеня.
19 серпня 1944 роки 50-й окремий розвідувальний Львівський Червонопрапорний авіаційний полк перетворено в 193-й окремий гвардійський розвідувальний Львівський Червонопрапорний авіаційний полк.
У вересні 1944 року гвардії капітан Л. П. Іванов призначений на посаду командира ескадрильї 193-го гвардійського окремого розвідувального авіаційного полку. До квітня 1945 року здійснив 305 бойових вильотів на Пе-2 і ЯКах. Сфотографував близько 11 тисяч квадратних кілометрів площі оборони противника, розкидав 2,8 мільйона листівок, виконав 11 штурмовок ворожих колон, брав участь в 14 повітряних боях, збив 1 літак супротивника.
Указом Президії Верховної Ради СРСР від 27 червня 1945 року за зразкове виконання бойових завдань командування і проявлені при цьому мужність і героїзм гвардії капітану Іванову Леоніду Петровичу присвоєно звання Героя Радянського Союзу з врученням ордена Леніна (№ 50258) і медалі «Золота Зірка» (№ 7604).
У 1945 році закінчив Вищі офіцерські льотно-тактичні курси, в 1951 році — Військово-повітряну академію (Моніно Московська область).
У період з 1955 по 1959 рік проходив службу в 642-му гвардійському апіб на посаді начальника розвідки полку. Літав на літаках Іл-10, МіГ-15, МіГ-17.
З 1959 року служив на посаді начальника штабу 135-ї гвардійської Дебреценської Червонопрапорної авіаційної дивізії винищувачів-бомбардувальників.
З 1961 року підполковник Л. П. Іванов — в запасі.
Після виходу на пенсію проживав в Одесі. Помер 26 вересня 1970 року. Похований в Одесі на Другому християнському кладовищі.

## Нагороди
- Медаль «Золота Зірка» (27.06.1945);
- орден Леніна (27.06.1945);
- орден Червоного Прапора (13.09.1942);
- орден Червоного Прапора (07.02.1944);
- орден Червоного Прапора (12.05.1944);
- орден Олександра Невського (11.03.1945);
- орден Вітчизняної війни 1-го ступеня (06.06.1943);
- орден Вітчизняної війни 1-го ступеня;
- орден Червоної Зірки;
- орден Червоної Зірки;
- медалі.